# Tele Program
Tele Program – cotygodniowy magazyn telewizyjny występujący w gazetach lokalnych.
Magazyn istnieje od jesieni 1993 roku. Pierwszy numer był o objętości 16 stron jako dodatek do dziennika "Czas". Wkrótce dołączyły inne gazety, m.in. "Gazeta Pomorska", "Wieczór Wrocławia".
W Tele Programie są też różne informacje o serialach, filmach i aktorach.
10 grudnia 2010 r. ukazał się odnowiony "Tele Program", który ma 40 stron i ramówki 33 stacji telewizyjne, a teraz ma 32 strony i 54 stacje.

## Tytuły, z którymi kolportowany jest Teleprogram
- Głos Dziennik Pomorza (Głos Szczeciński, Głos Koszaliński, Głos Pomorza)

- Dziennik Polski

- Gazeta Pomorska

- Kurier Szczeciński

- Gazeta Pomorska

- Dziennik Polski

- Nowiny

- Dziennik Wschodni

- Gazeta Współczesna

- Życie Warszawy

- Kurier Poranny

- Gazeta Lubuska

- Nowa Trybuna Opolska

- Gazeta Olsztyńska

- Nowości Dziennik Toruński

- Express Bydgoski

- Echo Dnia